# Krogulec
Krogulec este o arie protejată (sit de importanță comunitară — SCI) din Polonia întinsă pe o suprafață de 113,11 ha, integral pe uscat.

## Localizare
Centrul sitului Krogulec este situat la coordonatele 52°29′28″N 21°15′47″E / 52.4911°N 21.263°E.

## Înființare
Situl Krogulec a fost declarat sit de importanță comunitară în aprilie 2004 pentru a proteja 1 specie de animale.

## Biodiversitate
Situată în ecoregiunea continentală, aria protejată conține 2 habitate naturale: Lacuri și iazuri distrofice naturale, Mlaștini împădurite.
La baza desemnării sitului se află o specie protejată de  pești: Rhynchocypris percnurus.